# (32118) 2000 LW5
2000 LW5 (asteroide 32118) é um asteroide da cintura principal. Possui uma excentricidade de 0.12850450 e uma inclinação de 2.28602º.
Este asteroide foi descoberto no dia 6 de junho de 2000 por John Broughton em Reedy Creek.